# محمية بحر سلامات للحياة البرية
محمية بحر سلامات للحياة البرية (بالفرنسية: Réserve de faune du Bahr Salamat) هي منطقة محمية تقع في دولة تشاد. سُميت بهذا الاسم نسبة إلى نهر بحر السلامات الذي يعبر أراضيها. وقد تم إعلانها كمحمية طبيعية في الأول من كانون الثاني عام 1964، وتندرج ضمن الفئة الرابعة حسب تصنيف الاتحاد الدولي لحفظ الطبيعة، باعتبارها منطقة لإدارة المواطن الطبيعية والأنواع.

## نبذة
تبلغ مساحة المحمية حوالي 20,600 كيلومتر مربع، وتشمل أجزاء من محافظات سلامات، وغيرا، وموين شاري، كما أنها تُحيط بمنتزه زاكوما الوطني.
تغطي بحيرة إيرو ما يقارب نصف مساحة المحمية، وتُعد منطقة صيد خاضعة لإشراف بحيرة إيرو.
تلعب هذه المنطقة دورًا بالغ الأهمية في الحفاظ على الحياة البرية، حيث تُعد ملاذًا للعديد من الطيور المهاجرة، وتدعم وجود أنواع متعددة مثل الفهود، وأفراس النهر، والفيلة، والعديد من أنواع الظباء.
كما تسهم المحمية في الحماية من الفيضانات، وتنظيم تجديد المياه الجوفية، واحتجاز الرواسب، والحفاظ على التوازن الكيميائي للمياه، فضلًا عن توفير بيئة مثالية لتكاثر العديد من أنواع الأسماك.

## روابط خارجية
- مركز مراقبة الحفاظ العالمي